# Joe Polo
Joseph Polo, detto Joe (Duluth, 10 dicembre 1982), è un giocatore di curling statunitense.

## Biografia
Partecipò all'età di 23 anni ai XX Giochi olimpici invernali edizione disputata a Torino (Italia) nel febbraio del 2006, riuscendo ad ottenere la medaglia di bronzo nella squadra statunitense con i connazionali Shawn Rojeski, Pete Fenson, John Shuster e Scott Baird.
Nell'edizione la nazionale finlandese ottenne la medaglia d'argento, la canadese quella d'oro.
Vinse l'oro ai XXIII Giochi olimpici invernali.